# Szczuroskoczek przybrzeżny
Szczuroskoczek przybrzeżny (Dipodomys compactus) – gatunek ssaka podrodziny szczuroskoczków (Dipodomyinae) w obrębie rodziny karłomyszowatych (Heteromyidae). 

## Zasięg występowania
Szczuroskoczek przybrzeżny występuje w Ameryce Północnej zamieszkując w zależności od podgatunku:
- D. compactus compactus – południowe Stany Zjednoczone i północno-wschodni Meksyk (wyspy Mustang i Padre w południowo-wschodnim Teksasie oraz wyspy barierowe północnego Tamaulipas).
- D. compactus sennetti – południowe Stany Zjednoczone (kontynentalny południowo-wschodni Teksas).

## Taksonomia
Gatunek po raz pierwszy naukowo opisał w 1889 roku amerykański biolog Frederick William True nadając mu nazwę Dipodomys compactus. Holotyp pochodził z wyspy Padre, w hrabstwie Cameron, w Teksasie, w Stanach Zjednoczonych. 
W oparciu o analizę sekwencji molekularnych D. compactus należy do grupy gatunkowej ordii wraz z D. ordii, do którego jest bardzo podobny i był wcześniej uważany za konspecyficzny. Autorzy Illustrated Checklist of the Mammals of the World rozpoznają dwa podgatunki.

### Etymologia
- Dipodomys: gr. δίποδος dipodos „dwunożny”, od δι- di- „podwójnie”, od δις dis „dwa razy”, od δυο duo „dwa”; πους pous, ποδος podos „stopa”; μυς mus, μυός muos „mysz”[10][11].
- compactus: łac. compactus „kompaktowy, solidny”, od compingere „konstruować, budować”[11].
- sennetti: George Burritt Sennett (1840–1900), amerykański przedsiębiorca, ornitolog, kolekcjoner[11].

## Morfologia
Długość ciała (bez ogona) samic 105–134 mm, samców 99–120 mm, długość ogona samic 105–132 mm, samców 104–135 mm, długość ucha średnio 13 mm, długość tylnej stopy średnio 37 mm; masa ciała samic 44–46 g, samców 40–60 g. 

## Ekologia
Szczuroskoczki przybrzeżne żyją głównie na obszarach z lekkimi glebami porośniętych rzadką roślinnością. Na wyspach preferują obszary wydmowe. Na stałym lądzie preferuje obszary trawiaste, bez krzewów. W piaszczystych glebach kopie nory. Żywi się głównie nasionami roślin. Jest to gatunek aktywny głównie nocami, przez cały rok.